# Теренцо
Теренцо је насеље у Италији у округу Парма, региону Емилија-Ромања.
Према процени из 2011. у насељу је живело 74 становника. Насеље се налази на надморској висини од 548 м.

## Становништво
Према резултатима пописа становништва 2011. у општини је живело 1.195 становника.
| 1951. | 1961. | 1971. | 1981. | 1991. | 2001. | 2011. |
| ----- | ----- | ----- | ----- | ----- | ----- | ----- |
| 3.215 | 2.490 | 1.597 | 1.388 | 1.319 | 1.289 | 1.195 |